# Genetta fieldiana
Genetta fieldiana (лат.) — вид хищных млекопитающих семейства виверровых. Также известен под названием Genetta maculata (пятнистая генетта).

## Таксономия
Вид был впервые описан как Viverra maculata Gray, 1830, и название Genetta maculata до сих пор используется во многих источниках. Однако за несколько десятков лет до этого под названием Viverra maculata Kerr, 1792 была описана пятнистохвостая сумчатая куница (ныне Dasyurus maculatus). Попытка сохранить название maculata за пятнистой генеттой была отвергнута МКЗН, что делает название Genetta fieldiana Du Chaillu, 1860 следующим доступным именем для этого вида.

## Распространение
Вид широко распространён в странах Африки к югу от Сахары, начиная с севера и востока реки Вольта на восток до Эритреи и Сомали и на юге до центральной Намибии и провинции Квазулу-Наталь в Южной Африке. Встречается до больших высот (до 3400 м) в Сыменских горах Эфиопии. Присутствует в различных местах обитания, в том числе лесах, заболоченных местах, среди речной растительности, открытых и закрытых испещрённых деревьями местностях, влажных лесах, саваннах, зарослях и даже травянистых саваннах, но избегает чрезвычайно сухие саванны и по-настоящему засушливые регионы. Также встречается в районах выращивания сельскохозяйственных культур, сельскохозяйственных угодьях и пригородных районах. Ведёт ночной образ жизни.

## Описание
Длина тела колеблется от 40 до 55 см. Хвост длиной от 40 до 60 см, кольчатый, с тёмным кончиком. Мех короткий, мягкий, от беловато-серого до палевого цвета с тёмными пятнами. Пятна двух верхних спинных рядов круглые или квадратные, коричневые в центре и темнее ближе к краю. Вдоль позвоночника проходит гребень из жесткого остевого волоса длиной 3—5 см. Лапы того же цвета, что и мех. Грудь и живот светлые, не имеют пятен. Масса от 1,3 до 7 кг. Лапы короткие, мощные, с четырьмя пальцами. Добавочная подушечка (добавочный мякиш) на задних лапах вытянутый по всей длине запястья, при стоянии на задних лапах выполняет роль стопы. Голова маленькая, с небольшими круглыми ушами. Глаза миндалевидной формы, светло- или темно-коричневые, с вертикальными зрачками.

## Угрозы
Серьёзных угроз для вида нет. Однако мясо животных встречается на рынке. Также имеет плохую репутацию, как хищник птиц и фермеры иногда отравляют или ловят их в ловушки, также иногда их убивают домашние кошки и собаки. Присутствует в нескольких природоохранных территориях.